# Bryan Bertino
Bryan Michael Bertino (nascut el 17 d'octubre de 1977) és un cineasta nord-americà. És més conegut com l'escriptor/director de Els estranys (2008), a més d'escriure la seva seqüela, The Strangers: Prey at Night  (2018), amb Ben Ketai.

## Primera vida i educació
Bertino va néixer a Crowley (Texas). Va estudiar cinematografia a la Universitat de Texas a Austin. Després es va traslladar a Los Angeles , on va treballar com a gaffer, i va escriure guions en el seu temps lliure.

## Carrera
Bertino va presentar Els estranys per a una beca Nicholl amb l'Acadèmia de les Arts i les Ciències Cinematogràfiques, que va arribar als quarts de final. Tanmateix, va poder tenir una reunió amb Vertigo Entertainment. Bertino va deixar la seva feina dies abans que el guió es vengués a Universal Studios.
Mark Romanek volia dirigir Els estranys però va demanar un pressupost de 40 milions de dòlars. Després de parlar amb Andrew Rona a Rogue Pictures, se li va demanar a Bertino que dirigís Els estranys malgrat la manca d'experiència com a director.

## Filmografia
| Any  | Títol                        | Director | Guionista | Productor |
| ---- | ---------------------------- | -------- | --------- | --------- |
| 2008 | Els estranys                 | Sí       | Sí        | No        |
| 2014 | Mockingbird                  | Sí       | Sí        | Sí        |
| 2015 | The Blackcoat's Daughter     | No       | No        | Sí        |
| 2016 | The Monster                  | Sí       | Sí        | Sí        |
| 2017 | Stephanie                    | No       | No        | Sí        |
| 2018 | He's Out There               | No       | No        | Sí        |
| 2018 | The Strangers: Prey at Night | No       | Sí        | Executiu  |
| 2020 | The Dark and the Wicked      | Sí       | Sí        | Sí        |
| TBA  | Vicious                      | Sí       | Sí        | No        |

## This Man
El 2010, Bertino va anunciar que estava treballant en el thriller o pel·lícula de terror This Man, que estava sent produïda per Sam Raimi i la seva companyia Ghost House Imatges. La pel·lícula tracta sobre la cara d'un home misteriós que apareix en els somnis de moltes persones.

### Concepte
El concepte de la pel·lícula es basa en el meme d'Internet que va aparèixer l'octubre de 2009, amb el llançament del lloc web ThisMan.org. El lloc va afirmar que la primera observació registrada de l'individu va ser l'any 2006 a un pacient mental anònim i que altres persones d'arreu del món han vist aquest home en els seus somnis. Poc després del llançament del lloc web, es va revelar que el lloc web i el meme van ser creats per la sociòloga Andrea Natella, una publicitària empleat de l'agència especialitzada en engany i màrqueting viral, i que la cara utilitzada al lloc web semblava haver estat produït mitjançant el programa de programari Flash Face.

### Producció
ThisMan.org va ser comprat el maig de 2010 per Ghost House Pictures, que va anunciar que estaven escrivint i dirigint una pel·lícula sobre This Man, i contractaren Bertino com a guionista/director. Tot i que Bertino va treballar en altres projectes, This Man no s'ha esmentat des d'aleshores.